# فيليب غاستون
فيليب غاستون (بالإنجليزية: Philip Gaston)‏ هو كاتب أغاني بريطاني، ولد في القرن العشرين.

## وصلات خارجية
- فيليب غاستون على موقع IMDb (الإنجليزية)